# Bartosze
Bartosze (deutsch Bartossen, 1938–1945 Bartendorf) ist ein Dorf in der polnischen Woiwodschaft Ermland-Masuren, das zur Gmina Ełk (Landgemeinde Lyck) im Powiat Ełcki (Kreis Lyck) gehört.

## Geographische Lage
Bartosze liegt im südlichen Osten der Woiwodschaft Ermland-Masuren, sechs Kilometer westlich der Kreisstadt Ełk (Lyck).

## Geschichte
Das kleine Dorf Bartossen wurde im Jahr 1472 gegründet. Zwischen 1874 und 1945 war es mit seinem Wohnplatz Mathildenhof (polnisch Buniaki) in den Amtsbezirk Linden-Land mit Sitz in Neuendorf (polnisch Nowa Wieś Ełcka) eingegliedert, der zum Kreis Lyck im Regierungsbezirk Gumbinnen (ab 1905 Regierungsbezirk Allenstein) der preußischen Provinz Ostpreußen gehörte.
277 Einwohner verzeichnete Bartossen im Jahre 1910, im Jahr 1933 waren es bereits 321.
Aufgrund der Bestimmungen des Versailler Vertrags stimmte die Bevölkerung im Abstimmungsgebiet Allenstein, zu dem Bartossen gehörte, am 11. Juli 1920 über die weitere staatliche Zugehörigkeit zu Ostpreußen (und damit zu Deutschland) oder den Anschluss an Polen ab. In Bartossen stimmten 200 Einwohner für den Verbleib bei Ostpreußen, auf Polen entfielen keine Stimmen.
Am 18. August 1938 erfuhr Bartossen die Umbenennung in Bartendorf. Sie war politisch-ideologisch aus der Abwehr fremdländisch klingender Ortsnamen motiviert. Die Einwohnerzahl belief sich ein Jahr später auf 333.
In Kriegsfolge kam das Dorf 1945 mit dem gesamten südlichen Ostpreußen zu Polen und erhielt die polnische Namensform „Bartosze“. Heute ist der Ort Sitz eines Schulzenamtes (polnisch Sołectwo), in das die Nachbarorte Buniaki (Mathildenhof) und Judziki (Judzicken, 1938–1945 Gutenborn) einbezogen sind. Damit sind sie Teil der Gmina Ełk (Landgemeinde Lyck) im Powiat Ełcki (Kreis Lyck), vor 1998 der Woiwodschaft Suwałki, seither der Woiwodschaft Ermland-Masuren zugehörig.

## Religionen
Bis 1945 war Bartossen in die evangelische Pfarrgemeinde Lyck in der Kirchenprovinz Ostpreußen der Evangelischen Kirche der Altpreußischen Union und in die katholische St.-Adalbert-Pfarrgemeinde in Lyck im Bistum Ermland eingepfarrt.
Auch heute noch ist Bartosze sowohl evangelisch als auch katholisch nach Ełk ausgerichtet.

## Deutscher Soldatenfriedhof

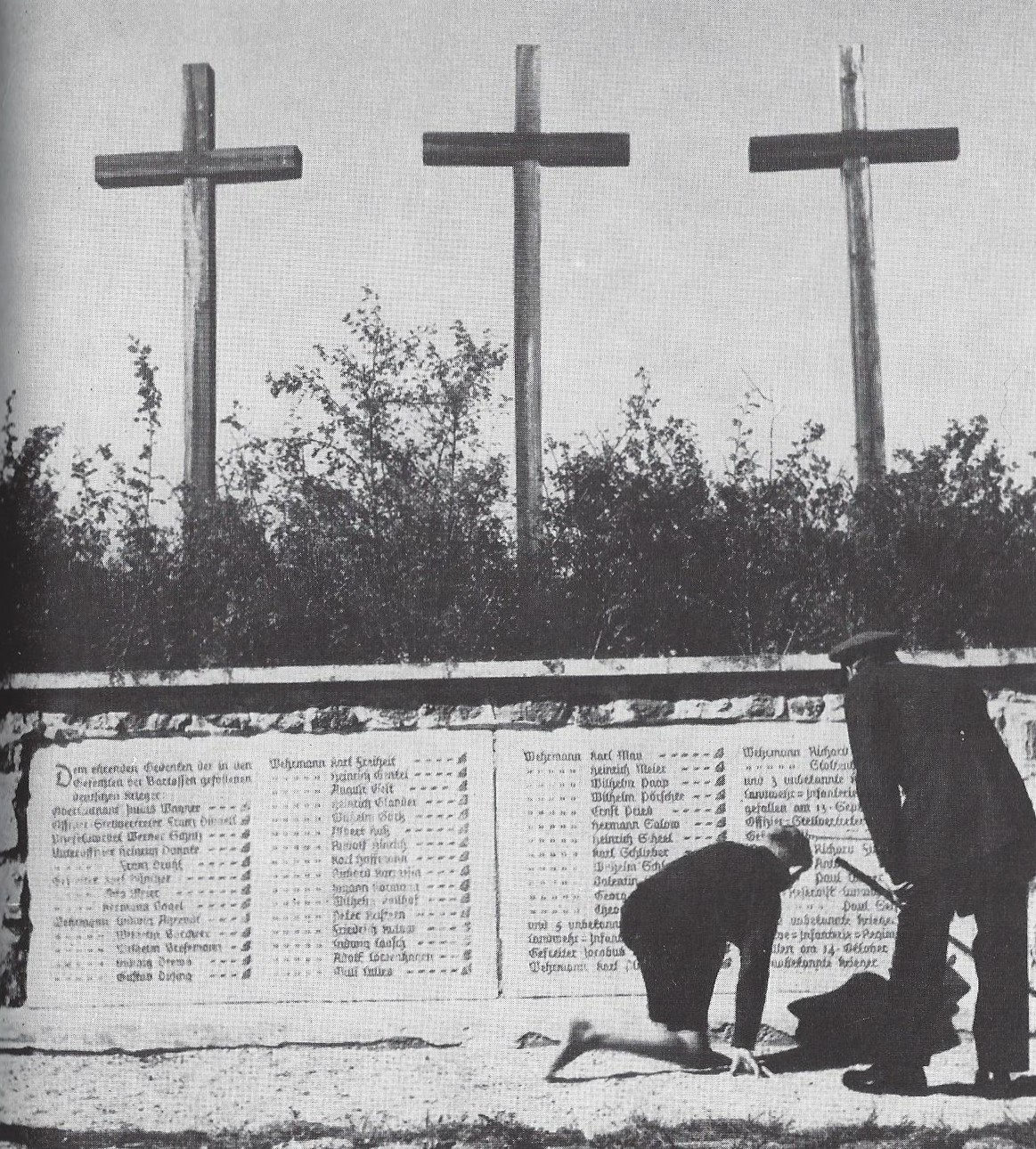
Gedenkstätte Bartossen

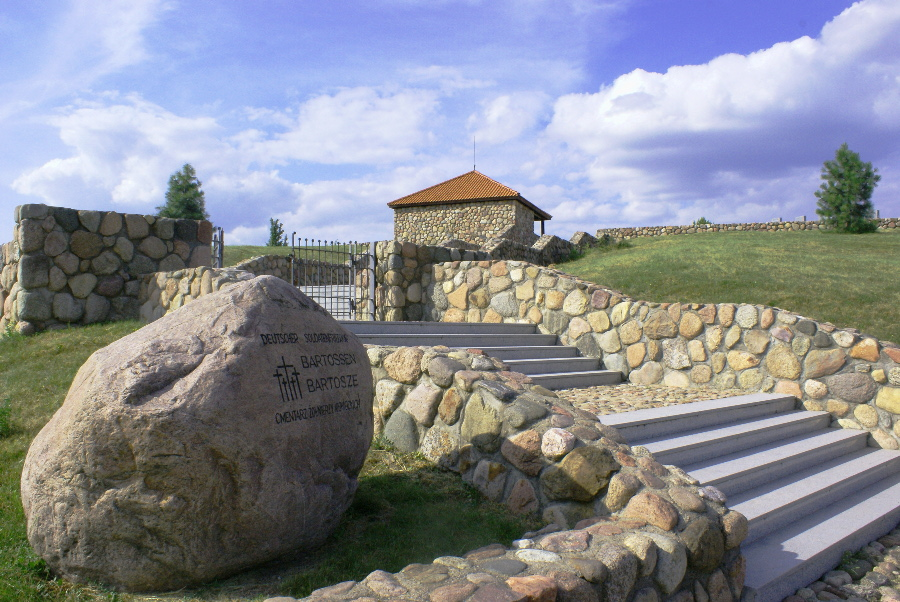
Eingang zum deutschen Soldatenfriedhof Bartossen

Aufgrund der großen Zahl Toter bei den Kämpfen der masurischen Winterschlacht am 12. Februar 1915 wurde auf einem Hügel bei Bartossen eine Gedenkstätte angelegt. Hier ruhen 84 deutsche Soldaten. Wegen seiner weithin sichtbaren drei Kreuze wurde sie bald „Masurisches Golgatha“ oder auch „Golgatha von Ostpreußen“ genannt.
Auf dieser Anhöhe konnte der Volksbund Deutsche Kriegsgräberfürsorge ein zusätzliches Gelände erwerben, um einen Soldatenfriedhof in der Tradition der alten Gedenkstätte anzulegen. Die Arbeiten begannen im Jahre 1991. In sie eingeschlossen war die Umbettung von 10.000 Toten aus Ostpreußen und aus der polnischen Woiwodschaft Podlachien. Die offizielle Einweihung der Deutschen Kriegsgräberstätte Bartossen (Bartosze) (polnisch Cmentarz Żołnierzy Niemieckich Bartosze) erfolgte am 9. August 2003.
In den Folgejahren wurden weitere Kriegstote – Soldaten, aber auch Zivilisten – nach Bartosze überführt, darunter Tote, die man bei Kanalisationsarbeiten in Pilec (Pülz) bei Kętrzyn (Rastenburg) fand und übergangsweise in Święta Lipka (Heiligelinde) bestattet hatte. Zurzeit ruhen hier 13.824 Kriegstote, und es besteht die Möglichkeit, hier bis zu 20.000 Tote einzubetten. 2017 wurden hierher die 2016 bei Thorn gefundenen Überreste von 2974 Kriegstoten umgebettet.
Die Kriegsgräberstätte liegt an der westlichen Ortsausfahrt an der Landesstraße 16.

## Verkehr

### Schienen

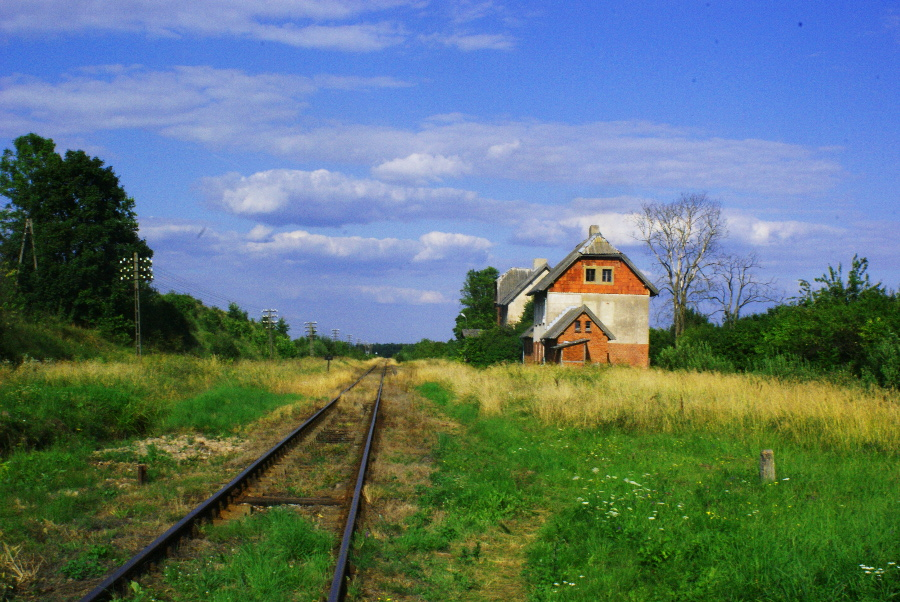
Bahnstation Bartosze

Seit dem Jahre 1915 ist das Dorf Bartossen Bahnstation an der Rothfließ–Lyck (polnisch Czerwonka–Ełk). Der Bahnhof hieß anfangs offiziell „Bartossen (Ostpr.)“. Die Strecke wird nur noch unregelmäßig im Güterverkehr befahren.

### Straße
Von großer Bedeutung ist die Lage Bartoszes an der polnischen Landesstraße 16, der einstigen deutschen Reichsstraße 127. Sie verbindet die drei Woiwodschaften Kujawien-Pommern, Ermland-Masuren und Podlachien miteinander. Aus dem westlichen Umland kommend endet die Nebenstraße 1852N aus Rożyńsk (deutsch Rosinsko, von 1938 bis 1945 Rosenheide) in Bartosze.